# Mak Dizdar
Mehmedalija Dizdar, detto Mak (Stolac, 17 ottobre 1917 – Sarajevo, 16 luglio 1971), è stato un poeta jugoslavo di etnia bosniaco.

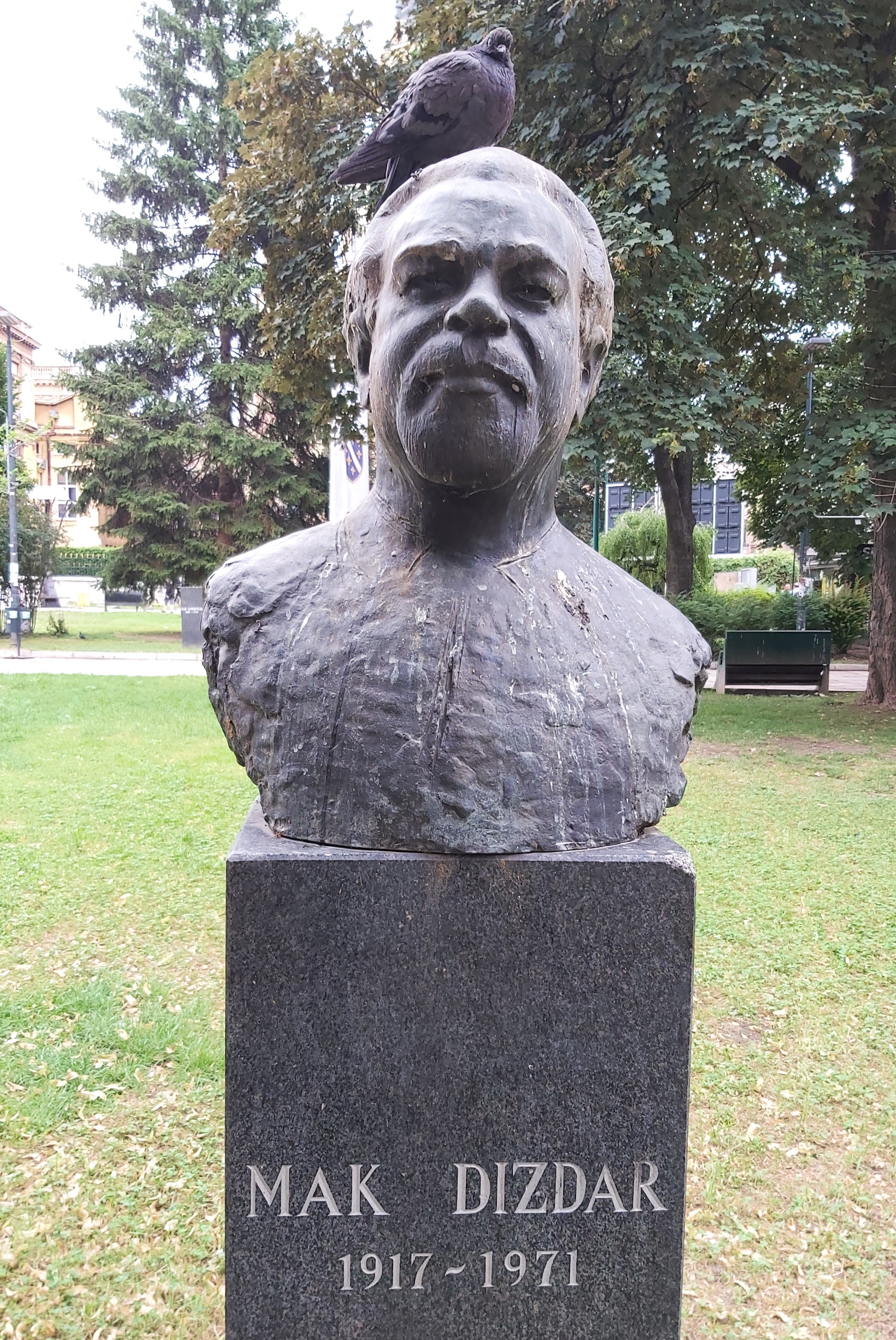
Fallimento, Sarajevo

Vincitore del Premio Struga al Festival della poesia di Struga nel 1969, fu il primo iugoslavo a ricevere il prestigioso premio macedone e il quarto in assoluto (prima di lui il poeta e cantautore sovietico Bulat Okudzhava aveva iniziato la lista dei nomi prestigiosi, alla quale si sono aggiunti i Nobel Eugenio Montale, Pablo Neruda, Josif Aleksandrovič Brodskij e Seamus Heaney).

## Biografia
Nato e cresciuto nella cittadina di Stolac, nella Bosnia ed Erzegovina, nel 1936 si trasferì a Sarajevo per frequentare il liceo. Successivamente, durante la Seconda guerra mondiale, fu impegnato nelle file dell'Esercito Popolare di Liberazione della Jugoslavia capeggiato da Tito per combattere contro fascisti e nazisti. Terminato il conflitto, divenne un convinto comunista e figura di spicco della vita culturale bosniaca dell'epoca, lavorando come caporedattore per il quotidiano Oslobođenje (Liberazione).
La Bosnia ed Erzegovina è una terra rocciosa, aspra, impietosa, la sconvolgono da secoli invasori provenienti dai quattro punti cardinali. Il paesaggio di questo infelice paese è costellato da necropoli d'epoca pre-ottomana, luoghi chiave della memoria ancestrale, impregnati di sacralità e oggetto di tenace venerazione. Motivi ornamentali simbolici sono scolpiti a bassorilievo nella pietra dei monumenti funerari; vi s'aggiungono mirabili scritte. Figure umane, animali, piante, emblemi solari, mani, croci e colonne esprimono in modo suggestivo la fede e la visione del mondo dei krstjani della Chiesa bosniaca medievale.
Il poeta Mak Dizdar, profondamente impressionato dai sepolcreti, e come posseduto dagli antenati, ha lungamente studiato oltre l'iconografia funeraria, manoscritti d'epoca e documenti d'archivio. Ne è nata una poesia vigorosa e ricca nell'espressione, con numerosi richiami a temi biblici, soprattutto apocalittici, meditati in chiave sia particolare che universale.
Il Kameni Spavač ("Colui che dorme sulla pietra") è il morto che, grazie al poeta, prende la parola dalla propria tomba, dall'altro mondo, dal suo mondo, e parla ai vivi. Nello stesso tempo è anche la parola stessa che, grazie al poeta, prende la parola e parla di se stessa. La raccolta è suddivisa in: Vie, Parola sull'uomo, Parola sul cielo, Parola sulla terra, Parola sulla parola, Il messaggio.